# Колаксар
Колаксар (перс. كلاك سر) — село в Ірані, у дегестані Паїн-Хіябан-е Літкух, у Центральному бахші, шагрестані Амоль остану Мазендеран. За даними перепису 2006 року, його населення становило 4914 осіб, що проживали у складі 1344 сімей.

## Клімат
Середня річна температура становить 17,48 °C, середня максимальна – 32,05 °C, а середня мінімальна – 3,71 °C. Середня річна кількість опадів – 879 мм.
| Клімат поселення                              | Клімат поселення | Клімат поселення | Клімат поселення | Клімат поселення | Клімат поселення | Клімат поселення | Клімат поселення | Клімат поселення | Клімат поселення | Клімат поселення | Клімат поселення | Клімат поселення | Клімат поселення |
| Показник                                      | Січ.             | Лют.             | Бер.             | Квіт.            | Трав.            | Черв.            | Лип.             | Серп.            | Вер.             | Жовт.            | Лист.            | Груд.            |                  |
| Середній максимум, °C                         | 11,89            | 12,06            | 15,26            | 21,33            | 24,87            | 28,97            | 31,81            | 32,05            | 29,04            | 23,83            | 18,47            | 14,27            |                  |
| Середня температура, °C                       | 7,81             | 7,98             | 11,16            | 17,25            | 20,79            | 24,89            | 26,88            | 27,12            | 24,12            | 18,91            | 13,54            | 9,34             |                  |
| Середній мінімум, °C                          | 3,71             | 3,88             | 7,07             | 13,14            | 16,68            | 20,80            | 21,94            | 22,19            | 19,19            | 13,98            | 8,60             | 4,41             |                  |
| Норма опадів, мм                              | 92               | 71               | 62               | 31               | 28               | 26               | 24               | 52               | 96               | 153              | 130              | 114              |                  |
| Середньомісячна швидкість вітру, м/с          | 2.07             | 2.50             | 2.50             | 2.32             | 2.32             | 2.42             | 2.41             | 2.26             | 2.00             | 1.90             | 2.00             | 2.09             |                  |
| Середньомісячна сонячна радіація, кДж/м²·день | 8311             | 10411            | 12485            | 15791            | 19696            | 21025            | 20383            | 18135            | 15276            | 12047            | 9587             | 7810             |                  |
| --------------------------------------------- | ---------------- | ---------------- | ---------------- | ---------------- | ---------------- | ---------------- | ---------------- | ---------------- | ---------------- | ---------------- | ---------------- | ---------------- | ---------------- |
| Джерело:                                      |                  |                  |                  |                  |                  |                  |                  |                  |                  |                  |                  |                  |                  |